# Neocrania bifasciata
Neocrania bifasciata is een vlinder uit de familie van de purpermotten (Eriocraniidae). De wetenschappelijke naam van de soort is voor het eerst geldig gepubliceerd in 1978 door Davis. De motjes hebben een spanwijdte van 7 tot 9 mm. De vleugels zijn licht grijsbruin met een goudachtige glans. De voorvleugels hebben aan de top een franje van lange haren en twee lichtere dwarsbanden. Neocrania komt voor in de kustgebergten van zuidelijk Californië. De rupsen leven van het blad van de eik Quercus chrysolepis.